# Symphytognatha globosa
Symphytognatha globosa is een spinnensoort uit de familie Symphytognathidae. De soort komt voor in Tasmanië.